# Le Moustique de Bonis
Le Moustique, op. 66, est une œuvre de la compositrice Mel Bonis, datant de 1904.

## Composition
Mel Bonis compose son Moustique pour piano en 1904, dédiée à M. Camille Decreus. Elle publie son œuvre la même année aux éditions Demets. Elle est rééditée en 1993 aux éditions Lemoine puis en 2006 aux éditions Furore.

## Discographie
- Mel Bonis, pièces pour piano, par Lioubov Timofeïeva, Voice of Lyrics C341, 1998 (BNF 38529839)
- Femmes de légende, par Maria Stembolskaia (piano), Ligia Digital LIDI 0103214-10, 2010, (OCLC 718391726)

## Sources
- Étienne Jardin, Mel Bonis (1858-1937) : parcours d'une compositrice de la Belle Époque, 2020 (ISBN 978-2-330-13313-9 et 2-330-13313-8, OCLC 1153996478, lire en ligne)